# Лудвиг I (Вюртемберг-Урах)
Лудвиг I фон Вюртемберг-Урах (на немски: Ludwig I von Württemberg-Urach; * пр. 31 октомври 1412; † 23 септември 1450, Бад Урах) от Дом Вюртемберг, е от 1419 до 1450 г. граф на Вюртемберг, от 1444 г. до 1450 г. граф на Монбеляр (управлява през 1419 – 1426 и 1433 – 1442 г. заедно с Улрих V) и от 1442 до 1450 г. граф на Вюртемберг-Урах.

## Живот
Той е първият син на граф Еберхард IV († 1419) и на графиня Хенриета фон Мьомпелгард († 1444). По-голям брат е на Улрих V (1413 – 1480).
След ранната смърт на баща му през 1419 г., той и брат му Улрих V са между 1419 – 1426 г. под опекунството майка му заедно с вюртембергските съветници за двамата братя на седем и шест години. През 1422 г. сестра му Анна (1408 – 1471) се омъжва за Филип I (1402 – 1479), граф на Катценелнбоген и се развежда през 1456 г.
През 1426 г., на 14-годишна възраст, Лудвиг поема сам управлението на Графство Вюртемберг. Той е обичан в страната си. На 29 септември 1427 г. Лудвиг и брат му са официално признати от император Сигизмунд Люксембургски и получава бохемски земи.
През началото на 1428 г. Лудвиг сключва договор за женитбата на Елизабет фон Вюртемберг (1412 – 1476), полусестра на баща му, за Албрехт III от Бавария. Елизабет обаче се омъжва пр. 2 август 1428 г. за нейния любим граф Йохан III фон Верденберг-Зарганс († 1465), така че Лудвиг трябва да плати наказателна сума за неизпълнение на договора.
През 1433 г. брат му Улрих става пълнолетен и на 6 декември 1433 г. в Базел двамата братя са признати от императора. От 1433 г. Лудвиг управлява заедно с брат си, 20-годишният Улрих. На 23 април 1441 г. братята разделят страната. Чрез договор в Нюртинген от 25 януари 1442 г. Лудвиг получава западната и южната част с резиденция град Урах, заедно с териториите в Елзас. Улрих получава източната и северната част на страната с резиденция град Щутгарт. През 1444 г. след смъртта на Хенриета дьо Монбеляр Лудвиг получава и Графство Вюртемберг-Монбеляр. Лудвиг построява Урах за град резиденция и води политика за засилването на манастирите на неговата територия, съюзнически е с Вителсбахите и Хабсбургите. Той подкрепя в борбите херцог Албрехт VI от Австрия.
Лудвиг умира от чума през 1450 г. Брат му Улрих получава опекунството на своите двама племенника, бъдещите графове на Вюртемберг-Урах Лудвиг II и Еберхард V.

## Фамилия
Лудвиг е сгоден на седем години на 25 ноември 1419 и се жени на 21 октомври 1436 г. в Щутгарт за Мехтхилд фон Пфалц (1419 – 1482), родена пфалцграфиня при Рейн, дъщеря на курфюрст Лудвиг III от Пфалц и втората му съпруга принцеса Матилда Савойска-Ахая (1390 – 1438). След неговата смърт тя се омъжва на 10 август 1452 г. втори път за Албрехт VI (1418 – 1463), ерцхерцог на Австрия и става ерцхерцогиня на Австрия.
Лудвиг и съпругата му имат децата:
- Мехтхилд (* сл. 1436, † 1495), омъжена от 1454 г. за Лудвиг II, ландграф на Хесен (1438 – 1471)
- Лудвиг II (* 1439, † 1457), от 1450 г. граф на Вюртемберг-Урах
- Андреас (*/† 1443)
- Еберхард V (* 1445, † 1496), от 1457 г. граф на Вюртемберг-Урах, и като Еберхард I от 1495 г. херцог на Вюртемберг
- Елизабет (* 1447, † 1505), омъжена от 1470 г. за Йохан II, граф фон Насау в Саарбрюкен (1423 – 1472), и от 1474 г. за Хайнрих Стари, граф цу Щолберг (1436 – 1511)